# 新城市Sバス

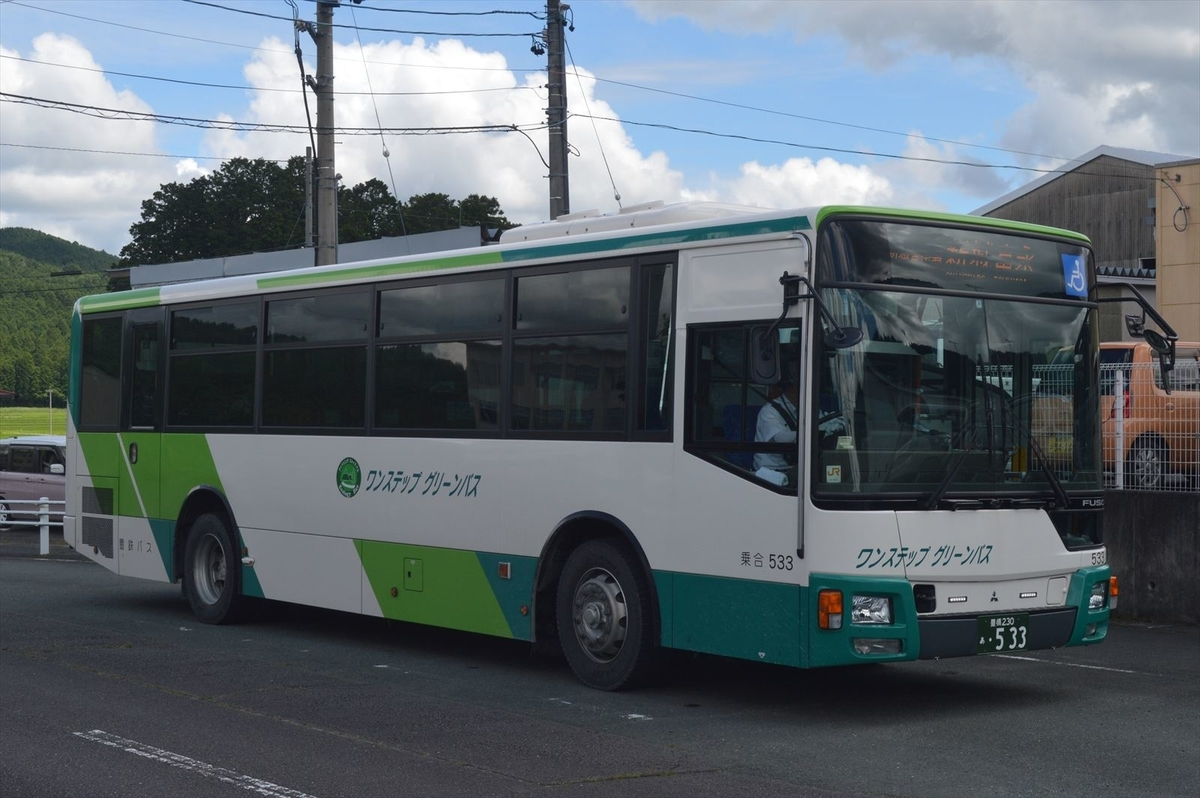
作手線に使用されている車両

新城市Sバス（しんしろしエスバス）は、愛知県新城市のコミュニティバスである。「新城Sバス」、または単に「Sバス」と呼ばれることもある。
「吉川市川線」「作手線」は豊鉄バス、「北部線」「西部線」「やな線」は豊鉄タクシーへ運行委託。
Sバスの「S」はには、新城のSのほかに、学校（School）・買い物（Shopping）・安全（safety）など、バスが担っている目的や役割としての「S」が含まれている。

## 概要

### 概説
新城北部線、西部線は新城旧市域で交通環境改善を図って新設された路線。ワゴン車（ジャンボタクシー）が使用されている。新城北部線を豊橋鉄道が担当していた時期は、専用の小型ノンステップバスが使用されたが、豊鉄タクシーへの変更に伴い豊橋の自動車営業所（現：豊鉄バス豊橋営業所）に転出した。
旧中宇利線、吉川市川線、作手線は、かつて豊鉄バスの一路線であったが、現在は新城市Sバスの路線となり、運行は引き続き豊鉄バスが担当（豊鉄バスの路線図にも記載されている）。豊鉄バスの通常の車両が用いられる。
鳳来、作手地区の路線は、鳳来町と作手村で「鳳来町営バス」「作手村営バス」として運行していた自治体バスが、平成の大合併で新城市合併後に新城市営バスに改名され、その後Sバスに統一されたものである。

### 主要バス停
- 新城市民病院 - 作手線、中宇利線、吉川市川線、北部線、西部線が発着。
- JR飯田線 大海駅 - 北部線、塩瀬線が発着。
- 旧サイクリングターミナル前 - 布里田峯線、塩瀬線が発着。
- JR飯田線 本長篠駅 - 秋葉七滝線、長篠山吉田線が発着。豊鉄バス各線（新城市街・設楽町方面）やJR飯田線に乗り換えることができる。

## 路線

### 吉川市川線
- 新城市民病院→新城栄町・新城駅口→新城有教館高校→吉川上→市川→新城有教館高校→新城栄町・新城駅口→新城市民病院

### 作手線
- 新城富永 - 旧新城東高校 - 東新町 - 新城栄町・新城駅口 - 和田 - つくで手作り村 - 作手高里（新城発朝、作手発夕方）
- 新城富永 - 旧新城東高校 - 新城警察署 - 新城栄町・新城駅口 - 和田 - つくで手作り村 - 作手高里（日中）
- 新城富永 - 旧新城東高校 - 新城有教館高校 - 新城栄町・新城駅口 - 和田 - つくで手作り村 - 作手高里（新城発夕方、作手発朝）
  - 新城保健所（2021年10月1日より新城有教館高校）系統は2020年（令和2年）4月の新城有教館高校生徒の校舎替えに対応して設定。

### 北部線
- 新城郵便局 - 新城駅 - 新城市民病院 - 新城市役所 - 東新町駅 - 保健センター - 寒狭橋 - 大海駅 - 緑が丘
  - 1970年代前半に路線バスが廃止されて以降公共交通機関の無かった新城市東郷中学区北部をカバーするため、新城市Sバスが発足してから新たに設けた路線である。
  - 運行開始当初は運行を豊橋鉄道に委託していたため豊鉄バスの路線図に掲載されていたが、現在は豊鉄タクシーが運行を担当しているため豊鉄バスの路線図から削除されている。

### 西部線
- 川田原滝 - 稲木 - 豊栄 - 新城郵便局 - 新城駅 - 新城市民病院 - 市役所 - 東新町駅 - 新城東高校
- 川田原滝 - 川田公民館前[注釈 1] - 豊島公民館前 - 稲木 - 豊栄 - 新城郵便局 - 新城駅 - 新城市民病院 - 市役所 - 東新町駅 - 新城東高校
  - 路線バスの設定が全く無かった新城市千郷中学区の北部をカバーするためにSバスとして新設した路線である。

### 秋葉七滝線
- 本長篠駅前→三河大野駅前→阿寺→向久保→細川→三河大野→本長篠駅前（左回り）
- 本長篠駅前→三河大野駅前→細川→向久保→阿寺→三河大野→本長篠駅前（右回り）
  - 路線の大半は1986年（昭和61年）11月までは国鉄バス遠三線だった。鳳来町営化で県境以東を廃止。
  - 本長篠駅前 - 三河大野間は豊橋鉄道バスの路線であった。1985年（昭和60年）頃に廃止されたが、町営バス運行時に復活した。

### 長篠山吉田線
- 本長篠駅前→下吉田→郷ヶ平→柿本城跡→下吉田→本長篠駅前
  - 2004年（平成16年）2月29日までは遠州鉄道バス鳳来寺線だった。
  - 同路線は高速バス以外で三河と遠州を結ぶ唯一のバス路線であったが、2023年（令和5年）10月より、柿本～田沢の区間は廃止され、柿本城跡停留所（道の駅三河三石前）が新設された。廃止区間にあった竹平・田沢の両バス停は浜松市浜名区引佐町に所在し、事前予約をすることで「いなさみどりバス」つつじ線[注釈 2]で金指駅方面への乗り換えが可能であった。ただし、月曜日~金曜日かつ引佐北部中小学校開校日に朝の登校時間帯と夕方の下校時間帯に各1本のみ運行しているので、乗り換えは極めて困難であった。

### 布里田峰線
- 玖老勢 - 長楽 - 只持中／布里 - 西保育園前 - 小島 - 大輪
- 鳳来中学校 - 追分 - 長楽 - 布里 - 西保育園前 - 小島 - 大輪
  - もとは豊橋鉄道バスの路線で、豊橋鉄道時代は新城市中心部へ乗り入れていた。
  - 2008年（平成20年）10月1日の塩瀬線設定に伴い、玖老勢に乗り入れとなった。

### 塩瀬線（塩瀬布里循環線）
- 大海駅 - 追分 - 椎平橋（ - 玖老勢） - 長楽 - 布里／只持中 - 西保育園前 - 小島 - 塩瀬 - 上島田
  - 2008年（平成20年）9月30日までは豊鉄バス鳳来寺線（本長篠駅前 - 玖老勢 - 布里 - 小島 - 塩瀬）だった。
  - 市営バスへの移管に伴い大海駅への乗り入れに変更された。
  - 玖老勢へは通学時間帯に乗り入れる。

### やな線
- やな幹線：富岡ふるさと会館 - 八名中学校 - 一鍬田公民館 - 野田城駅東 - バロー新城店 - 新城市民病院 - 亀姫通り - 桜淵公園
  - Sバス中宇利線の後継路線で、2024年8月26日より運行開始した。
  - 定時定路運行（やな幹線）と区域運行を組み合わせた路線。豊鉄タクシーに委託。平日のみ運行で、年末年始は運休。
  - 1日7便運行。4便～6便は市立八名小学校の児童の下校に合わせて、毎日時刻が異なる。詳細は ホームページ を確認。
  - 一鍬田公民館 - 新城市民病院間では往路と復路では経路が一部異なる。
  - 八名地区内、八名地区の停留所から幹線の停留所まで利用する場合は利用日の前日の午後4時までに電話またはスマートフォンでの予約が必要。
  - やな幹線の停留所から八名地区内区域運行の停留所を利用する場合は空席があれば予約が無くても乗車可能。

### 守義線
- 診療所前 - 高里 - 上菅沼 - 守義 - 鳴沢橋
  - 通学時間帯（守義方面午後、高里方面朝）のみフリー乗降可の定期運行。日中はデマンド路線。
  - 作手高里では、新城市街（新城駅）方面との作手線に乗り換えることができる。
  - 鳴沢橋では、おでかけ北設三都橋豊邦線と連絡する。
  - 守義以西はもと名鉄バスの路線であり、名鉄時代は東岡崎駅へも乗り入れた。
  - かつては高里からくらがり渓谷まで路線が延びていたが、利用者が少なかったため2008年（平成20年）3月末で廃止となった。

### つくでバスデマンド路線
- 作手地区内を巡回する路線
  - 利用の前営業日までに予約要
  - 2019年（令和元年）10月から守義線の日中も含めて運行開始。

### 湯谷温泉もっくる新城線
- もっくる新城(正面) - 新城総合公園(東側) - 長篠城址前 - 鳳来中部小学校 - 本長篠駅前 - 三河大野駅前 - 大野 - 井代 - 湯谷温泉駅南 - 鳳来寺山山頂
  - 鳳来東部地区の住民の生活の足の確保と観光の二次交通整備のため新設[2]。2021年11月1日より道の駅もっくる新城への山の湊号乗り入れに伴い始発地をもっくる新城南からもっくる新城(正面)に変更[3]。

## 廃止路線

### 大和田線
- 戸津呂 - 協和小前 - 大和田
  - 2008年（平成20年）3月末まで運行。スクールバスに転換したため一般利用者は利用できなくなった。つくであしがる線が代替路線となった。大和田線はもともと豊橋鉄道バス（本長篠駅 - 戸津呂）の路線で、作手村営化後路線が短縮された。

### つくであしがる線
- 作手地区内を巡回する路線。曜日によって運行経路が異なった。
  - 2008年（平成20年）4月から運行開始。2019年（令和元年）10月につくでバスデマンド運行に変更。

### 中宇利線
上りと下りでルートが若干異なっていた。2024（令和6）年8月23日をもって運行を終了し、Sバスやな線に移行した。
- 旧新城東高校→新城有教館高校→新城栄町・新城駅口→新城市民病院→一鍬田→八名井→一鍬田→富岡→小畑（午前中の小畑ゆきの便）
- 旧新城東高校→新城有教館高校→新城栄町・新城駅口→新城市民病院→一鍬田→富岡→小畑（午後の小畑ゆきの便）
- 小畑→大原→富岡→一鍬田→八名井→新城市民病院→新城栄町・新城駅口→新城有教館高校→旧新城東高校（旧新城東高校ゆきすべて）

## 運転について
旧新城市地区は作手線を除き、平日のみ運行（土・休日、年末年始は運休）。鳳来地区・作手地区及び湯谷温泉もっくる新城線は土曜日も運転。
運賃は作手線を除き一乗車200円（小児は100円）。
回数券制度や定期券制度がある。また、支払いは現金の他、コード決済のPayPayでも支払いが可能（豊鉄バス受託路線を除く）。
布里田峯線と塩瀬線には布里地区で相互に通し運賃で乗継できる「乗継券」の制度がある。
つくでバス（守義線（通学時間帯を除く）とデマンド線）の乗車は事前予約が要る。
一部区間でフリー乗降（どこでも乗り降り可能）を実施している。

## 年表
- 1985年（昭和60年） - 作手村営バス 運行開始。
- 1985年（昭和60年）4月1日 - 鳳来町営バス 布里田峰線運行開始。
- 1987年（昭和62年）2月1日 - 鳳来町営バス 秋葉七滝線運行開始。
- 1987年（昭和62年）4月 - 豊鉄バス 吉川市川横川線（吉川・市川）、吉川市川横川線（横川）、中宇利線の3路線が、新城市により廃止代替バスとして路線維持される。
- 2001年（平成13年）9月1日 - 新城北部線 運行開始。「Sバス」の名称が使用開始される。吉川市川横川線（横川）は廃止となる。
- 2002年（平成14年）4月1日 - 新城北部線 新城保健所、総合公園へ路線延長。
- 2002年（平成14年）4月1日 - 中宇利線 市役所 - 新城保健所間 路線延長。
- 2002年（平成14年）9月15日 - 作手村営バス 高里停留所の位置を変更。待合所が設置された。
- 2002年（平成14年）10月1日 - 新城北部線の車両を、小型バスからジャンボタクシーに変更。歴資料館経由に経路変更。一部区間でフリー乗降可能となる。
- 2003年（平成15年）4月1日 - 中宇利線 八名井地区の経路を変更。
- 2004年（平成16年）3月1日 - 鳳来町営バス 長篠山吉田線運行開始。
- 2004年（平成16年）4月1日 - 新城北部線 大海駅へ路線延長。
- 2005年（平成17年）4月1日 - 中宇利線、吉川市川線の一区部間でフリー乗降可能となる。
- 2005年（平成17年）10月1日 - 新城北部線 大海駅 - 緑が丘間 路線延長。鳳来町、作手村が新城市へ合併。町営バス、村営バスは市営バスとなる。
- 2005年（平成17年）11月1日 - 中宇利線 新城保健所 - 新城大谷大学間 路線延長。
- 2006年（平成18年）10月1日 - 豊鉄バス富岡豊橋線廃止[注釈 3]に伴い、中宇利線の経路を変更。大原へ路線延長。
- 2008年（平成20年）4月1日 - 運賃を大人200円均一に変更。作手地区の路線を再編。つくであしがる線を新設。守義線 高里 - くらがり間を廃止。大和田線はスクールバスとなる。
- 2008年（平成20年）10月1日 - 鳳来地区の路線を再編。塩瀬線を新設。布里田峰線 西保育園前 - 玖老勢間を延長。
- 2008年（平成20年）10月1日 - 秋葉七滝線と長篠山吉田線の車両を入替え。
- 2008年（平成20年）4月1日 - 新城北部線 経路変更。東郷西保育園、上平井停留所を、バイパスへ移設。新城駅停留所を駅前に移動し、新城警察署、新城栄町、中町停留所を新設。
- 2008年（平成20年）7月1日 - 西部線 運行開始。
- 2009年（平成21年）4月1日 - 西部線 経路変更。
- 2010年（平成22年）4月1日 - 中宇利線、西部線、北部線の経路を変更。吉川市川線、中宇利線の運賃を1乗車200円に変更。
- 2010年（平成22年）10月1日 - 豊鉄バス作手線 Sバス化。
- 2019年（令和元年）10月1日 - 守義線（通学時間帯を除く）およびつくであしがる線を予約制区域運行に変更[4]
- 2020年（令和2年）10月1日 - 湯谷温泉もっくる新城線を新設し、つくであしがる線の運行区域に塩瀬バス停と田峯バス停を追加。[2]
- 2025年（令和7年）3月15日 - 吉川市川線・作手線で交通系ICカードmanacaを導入。[5]